# InPhase Technologies
| QS-Informatik | Dieser Artikel wurde wegen inhaltlicher Mängel auf der Qualitätssicherungsseite der Redaktion Informatik eingetragen. Dies geschieht, um die Qualität der Artikel aus dem Themengebiet Informatik auf ein akzeptables Niveau zu bringen. Hilf mit, die inhaltlichen Mängel dieses Artikels zu beseitigen, und beteilige dich an der Diskussion! (+) Begründung: Bitte auf den aktuellen Stand bringen. Das Unternehmen ist wohl pleite und aufgelöst (siehe en:WP).--Kuebi [✍ · Δ] 12:55, 1. Nov. 2014 (CET) |

InPhase Technologies war ein US-amerikanischer Hardwarehersteller mit Spezialisierung auf holographische Scanner und Medien. Sitz der Firma war Longmont im US-Bundesstaat Colorado.
Die Firma ist ein Projekt der Lucent Technologies (mittlerweile fusioniert zu Alcatel-Lucent) und wurde im Dezember 2000 von ehemaligen Mitarbeitern der Bell Labs gegründet. Primäres Ziel war es, als erste Firma überhaupt holographische Datenspeicherungstechnologie marktreif zu machen. Als Resultat aus über zehnjähriger Forschungstätigkeit konnte InPhase das Produkt Tapestry präsentieren, welches zugleich Medium und Laufwerk umfasst. Angefangen bei einer bereits machbaren Speicherkapazität von 300 GB und einer Transferrate von 20 MB/s.
Trotz mehrmaliger Ankündigung einer Produktveröffentlichung, ist dem Hersteller nicht möglich gewesen, das Laufwerk auf den Markt zu bringen. Zuletzt wurde als Veröffentlichungstermin Ende 2008 angegeben.
Das Unternehmen wurde 2010 zahlungsunfähig, 2012 vom Unternehmen Akonia Holographics ersteigert, das wiederum später von Apple gekauft wurde.